# Seznam albanskih politikov
Seznam albanskih politikov (z območja današnje Albanije) 

## A
Eduart Abazi - Abdyl Hamiti II - Iljaz Agushi(*) - Vilson Ahmeti - Ayetullah Bey - Yusuf Akçura - Arben Ahmetaj - Binak Alia* - Ramiz Alia - Enkelejd Alibeaj - Adriatik Alimadhi - Fejzi bej Alizoti - Dhimitër Anagnosti - Vasil Andoni - Ramiz Aranitasi - Pjetër Arbnori - Suad Aslani - Fuat Asllani - Muho Asllani -

## B
Sami Baholli - Muharrem Bajraktari - Taulant Balla - Beqir Balluku - Gazment Bardhi - Lulzim Basha - Andon Beça - Bajram Begaj - Qerim Begolli - Shefqet Beja - Ëngjëll Bejtaj - Besnik Bekteshi - Aqif Pasha Biçakçiu (Elbasani) - Ibrahim Biçakçiu - Liri Belishova - Hasan Berisha (Hasan Bej Prishtina)*- Sali Berisha - Prenk Bib Doda? - Ibrahim Biçakçiu - Ilir Boçka - Sulo Bogdo - Gjergj Bojaxhi - Kostandin Boshnjaku - Erion Braçe - Majlinda Bregu - Albert Brojka - Halim Budo - Ylli (Sokrat) Bufi - Aldo Bumçi - Luigj Bumçi - Ditmir Bushati - Maliq Bej Bushati - Mehmet Bej Bushati - Sulçe Bej Bushati - Xhemal Bushati - Zef Bushati - Safet Butka - Sali Butka - Qemal Butka

## C
Kadri Cakrani - Prek Cali - Shkëlqim Cani - Neritan Ceka - Qemal Cicollari - Asllan Curri (*)- Bajram Curri (*)- Hysni Curri (*)

## Č
Jahja Çaçi - Aziz Çami - Foto Çami - Tefik Çanga(*) - Adil Çarçani - Makbule Çeço - Aranit Çela - Hajredin Çeliku - Vangjel Çërrava - Ramadan Çitaku - Ndoc Çoba - Lenka Çuko

## D
Arta Dade - Christo Dako - Vangjush Dako - Riza Dani - Gabriele Dara i Ri - Sulejman Delvina - Ali Demi - Mehmet Pashë Dërralla-Kallkandeleni - Xhafer Deva(*) - Abdurrahman Dibra - Izet Dibra - Fiqri Dine - Xhemil Dino - Ymer Dishnica - Bib Dod Pasha - Preng Bibë Doda - Pirro Dodbiba - Petro Dode - Namik Dokle - Tom Doshi - Hasan Dosti - Ferhat Bej Draga - Abdullah Pashë Dreni - Babë Dud Karbunara - Hasan Basri Bej Dukagjini - Vangjel Dule - Naxhije Dume - Petrit Dume - Xhemal Dymyla -

## E
Fetah Ekmekçiu - Aqif Pasha Elbasani (Aqif Pashë Biçakçiu) - Jashar Erebara - Abaz Ermenji (1913-2003) - Pandeli Evangjeli -

## F
Dhimitër Fallo - Ermonela Felaj Valikaj - Mehmed Ferid Pasha? - Rauf Fico - Bashkim Fino - Mehdi Abdyl Frashëri/Abdullah Hüsni - Eshref Frashëri - Mehdi Frashëri - Mid’hat Frashëri (Lumo Skëndo) - Naim Frashëri - Sami Frashëri - Llazar Fundo

## G
Nazim Gafurri dhe Stak* - Liri Gega - Rrok Gera - Veli Gërra - Riza Bej Gjakova*/Riza Kryeziu - Ramize Gjebrea -  Ndok Gjeloshi - Damian Gjiknuri - Adem Gjinishi - Mustafa Gjinishi - Skënder Gjinushi - Etilda Gjonaj - Ilir Gjoni - Marka Gjoni - Xhelil Gjoni - Klajda Gjosha - Niko Gjyzari - Xhem Gostivari/Hasa(ni) - Adem Grabovci* - Mihal Grameno - Luigj Gurakuqi

## H
Azem Hajdari - Xhavit Haliti - Anton Harapi - Xhem Hasani/Gostivari - Qirjako Harito - Edmont Haxhinasto - Kadri Hazbiu - Nevzat Hazendari - Lutfi Haziri - Xhemal Herri - Dervish Hima - Enver Hoxha - Fadil Hoxha(*) - Ferit Hoxha - Kadri Hoxha - Nexhmije (Xhuglini) Hoxha - Xhevdet Hoxha - Konstandin (Koto) Hoxhi - Javer Hurshiti - Ylber Hysa - Skënder Hyseni

## I
Shpëtim Idrizi - Spiridon Ilo - Arben Imami - Hekuran Isai - Kastriot Islami - Elez Isufi - Mirash Ivanaj

## J
Tuk Jakova - Daut Jashanica* - Musa Juka

## K
Nikollë Kaçorri - Besiana Kadare - Zef Kadarja - Zihni Abaz Kanina - Muhamet Kapllani - Hysni Kapo - Vito (Kondi) Kapo - Qemal Karaosmani - Babë Dud (Jorgji) Karbunara - Jup Kazazi - Ali Këlcyra Klissura - Veli Këlcyra - Ali Kelmendi(*) - Sali Kelmendi - Blendi Klosi - Petro Koçi - Sotir Koçollari - Mimi Kodheli - Lefter Koka - Musine Kokalari - Gjergj Kokoshi - Sotir Kolea - Gjergj Koleci - Vaskë Koleci - Spiro Jorgo (Gogo) Koleka - Spiro Koleka (1908-2001) - Ernest Koliqi - Rexhep Kolli - Shahin Kolonja - Alqi Kondi - Pirro Kondi - Vito Kondi Kapo - Faik Konica - Mehmet Konica - Manol Konomi - Vasil Konomi - Bashkim Kopliku - Ahmet Koronica (Gjakova) - Drita Kosturi - Idhomene Kosturi - Kostaq (Koço) Kota - Pandi Kristo - Mustafa (Merlika) Kruja - Monika Kryemadhi - Kol Kuçali - Artur Kuko - Abaz Kupi - Baca Kurti Gjokaj - Shtjefën Kurti - Vojo Kushi

## L
Sofokli Lazri - Hysni Lepenica - Sandër Lleshaj - Eqrem bej Libohova - Mufit (Myfid) bej Libohova - Abaz Lleshi - Aqif Lleshi - Haxhi Lleshi - Todi Lubonja - Anastas Lulo - Petrit Lulo - Pirro Lutaj

## M
Pandeli Majko - Zef Mala - Sejfulla Maleshova - Reis Malile - Javer Malo - Naim Maloku - Ledina Mandia - Elva Margariti - Gjon Markagjoni - Mark Gjon Markaj - Petro Marko - Rita Marko - Gjin Marku - Baba Faja Martaneshi/Mustafa Xhani - Ali Mataj - Mustafa Matohiti - Dhimitër Emanoil Mborja - Tefik Mborja - Fatmir Mediu - Rexhep Meidani - Aleksandër Meksi - Kristo Meksi - Ermelinda Meksi - Mustafa Merlika-Kruja - Senida Mesi - Ilir (Rexhep) Meta - Qirjako Mihali - Hysni Milloshi - Paskal Milo - Rapi Mino - Kolë Bibë Mirakaj - Pali Miska - Rexhep Mitrovica(*) - Alfred Moisiu - Hilë Mosi - Skënder Muço - Dušan Mugoša/Sali Murat(*) - Tahir Muhedini - Qazim Mulleti - Prokop Murra - Xhevdet Mustafa - Besnik Mustafaj - Manush Myftiu -

## N
Xhemal Naipi - Fatos Nano - Nesti Nase - Ibrahim Mehmet Naxhi (=Dervish Hima) - Dali Ndreu - Neritani - Gaqo (Gogo) Nesho - Kiço Ngjela - Spartak Ngjela - Lindita Nikolla - Sali Nivica - Bujar Nishani - Omer Nishani - Fan S. Noli (Theofan Stilian Noli) - Lef Nosi - Gogo Nushi -

## O
Irfan Ohri - Zyhdi Ohri - Gazmend Oketa - Bahri Omari - Thoma Orollogaj - Osman Hamdi Bey

## P
Behgjet Pacolli* - Fadil Paçrami - Zahir Pajaziti* - Essad Pasha - Josif Pashko - Gramoz Pashko - Shefqet Peçi - Sotir Peçi - Bedri Pejani (* Thaçi) - Niko Peleshi - Pilo Peristeri - Turhan Pashë Përmeti - Nexhat Peshkëpija - Myslim Peza - Anastas (Nastas) Plasari - Ollga Plumbi - Petro Poga - Genc Pollo - Agim Popa - Miladin Popović/Popoviq -"Alija"(*) - Sadik Premte/Premtja - Hasan Bej Prishtina (Hasan Berisha)*

## Q
Haxhi Qamili (Qamil Zyber Xhameta) - Gani Qarri - Ismail Qemali (Bej Vlora) - Aristid Qendro -

## R
Edi (Edvin Kristaq) Rama - Hasan Reçi - Lumturi Rexha - Ndreko Rino - Ahmed Riza - Aristidh Ruci - Gramoz Ruçi - Alfred Rrushaj - Avni Rustemi

## S
Teme Sejko - Eduard Selami - Vasil Shanto - Siri Shapillo - Dashamir Shehi - Abaz Shehu - Dashamir Shehu - Feçor Shehu - Fiqrete (Sanxhaktari) Shehu - Mehmet Shehu - Tritan Shehu - Mihal Sherko - Mehmet Shpendi (Sokol Shpendi) - Behar Shtylla - Medar Shtylla - Zef Skiroi - Pandeli Sotiri - Bedri Spahiu - Xhafer Spahiu(*) - Nako Spiru - Qemal Stafa - Xhelal Staravecka - Arian Starova - Simon Stefani - (Velimir Stojnić) -

## T
Myqerem Tafaj - Abdullah Tahiri - Dashamir Tahiri - Athanas Tashko - Koço Tashko - Ibrahim Temo (Ibrahim Starova/Bërzeshta) - Perikli Teta - Kristo Themelko - Koço Theodhosi - Jozefina Topalli -  Bamir Topi - Bajo Topulli - Çerçiz Topulli - Abdi Toptani - Esat Ali pashë Toptani - Ishan Toptani - Murat bej Toptani - Çerçiz Topulli - Haki Toska - Et´hem Toto - Selahudin Toto - Arenca Trashani - Kasëm Trebeshina - Misto Treska - Mihal Turtulli - Dhimitër/Taç Tutulani - Margarita Tutulani

## U
Pashko Ujka - Mujo Ulqinaku (Mujo Cakuli) -

## V
Pashko Vasa =? Vaso Pasha - Petrit Vasili - Erion Veliaj - Xhaferr bej Vila - Shefqet bej Vërlaci - Jakup Veseli - Princ (Vilhelm) Vidi (I.) (Wilhelm Friedrich Heinrich) Vilhelm, Princ i Shqipërisë - Sejfi Vllamasi - Ismail Mahmut Qemali Bej Vlora - Sulejman Vokshi - Jani Vreto - Aziz Vrioni - Ilias Vrioni - Jusuf Vrioni - Omer Vrioni - Sotir Vullkani

## X
Olta Xhaçka - Florian Xhafa - Abdyl Xhaja - Mustafa Xhani (Baba Faja Marteneshi) - Halim Xhelo - Koçi Xoxe

## Y
Xhafer (bej) Ypi

## Z
Tajar Zavalani - Enver Zazani/Sazani - Haxhi Zeka - Llambi Ziçishti - Mihallaq Ziçishti - (Savo Zlatić) - Ahmet Zogu (Ahmet Muhtar Zogolli)